# Zimný štadión Poprad
Zimný štadión Poprad – kryte lodowisko w Popradzie, na Słowacji. Zostało otwarte w 1973 roku. Pojemność areny wynosi 4233 widzów, z czego 3933 miejsc jest siedzących. Na lodowisku swoje spotkania rozgrywają hokeiści klubu HK Poprad.

## Historia
Budowa nowego, reprezentacyjnego krytego lodowiska w Popradzie rozpoczęła się w 1970 roku. Autorami projektu hali byli inż. Zemen, inż. arch. Krystaf oraz inż. Lukáč. Prace początkowo były prowadzone przez przedsiębiorstwo Váhostav Žilina, w 1972 roku z powodu powolnych postępów na placu budowy wykonawstwo zostało przejęte przez Pozemné stavby Poprad. Montaż urządzeń chłodniczych został natomiast wykonany przez ČKD Praha. Pod koniec sierpnia 1973 roku na niedokończonym jeszcze obiekcie odbyły się pierwsze treningi hokeistów. Uroczystego otwarcia nowej areny dokonano 11 grudnia 1973 roku. Obiekt zastąpił stare lodowisko przy ulicy Huszovej (oddane do użytku w 1958 roku). Nowa hala mogła pomieścić 5518 widzów, z czego 3318 miejsc było siedzących. W latach 2006–2008 dokonano kompleksowej modernizacji areny, przy okazji pojemność obiektu zmniejszyła się z ponad 5500 do ponad 4000 widzów.
Na obiekcie w latach 1987 i 1999 odbywały się spotkania hokeja na lodzie w ramach zimowej Uniwersjady, w roku 1994 rozegrano na nim część meczów Mistrzostw Świata grupy C, w 1999 roku obiekt wykorzystano przy okazji zimowego Olimpijskiego Festiwalu Młodzieży Europy, a w 2017 roku był on jedną z aren hokejowych Mistrzostw Świata elity do lat 18. Lodowisko corocznie gości również Puchar Tatrzański, grywa na nim też reprezentacja Słowacji. W sezonie 2011/2012 obiekt gościł także rozgrywki KHL z udziałem zespołu HC Lev Poprad.